# 鐵血鋤奸團
鐵血鋤奸團又稱鋤奸隊，是中國抗日戰爭期間由中國民間自組的抗日組織，有數個組織皆以鐵血鋤奸團為名，同時出現在上海、揚州及山東，內部也有國民黨的特工人員。抗日戰爭結束後，東北也有同名組織出現。

## 误传
- 誤傳策劃爆破日本軍艦出雲號，實為國軍魚雷艇史102之安其邦、胡敬瑞。
- 1932年4月29日，日本人於上海日租界虹口公園舉行天長節賀會時，被投炸彈襲擊，日本上海駐軍司令白川義則大將被炸死，另有多名死傷，被稱為「虹口公园爆炸案」。誤傳鐵血鋤奸團所為，實為尹奉吉（윤봉길）執行，策劃人為韓國人金九。

## 著名鐵血鋤奸團成員
- 王亞樵
- 余立奎
- 華克之
- 孫鳳鳴(刺客)
- 余亞農
- 鄭抱真